# Désertion pendant la Première Guerre mondiale
La désertion pendant la Première Guerre mondiale a pris plusieurs formes :
- Insoumission : soldats qui ne rejoignent pas leur corps d’incorporation à la mobilisation au début de la guerre, aux appels ultérieurs de classe au cours du déroulement du conflit ou en fin de permission.
- Fuite du front vers l’arrière
- Reddition : soldats qui se rendent volontairement à l’ennemi en se constituant prisonniers.

La désertion fut un phénomène relativement marginal qui affecta peu la capacité combattante des armées jusqu’au début de l’année 1917 en Russie, jusqu’à l’été 1918 dans les forces allemandes et austro-hongroises. Au cours des premières années de la guerre toutes les armées ont tenu, les mutineries de 1917 dans l'armée française ayant été un mouvement de refus d'obéissance temporaire non une désertion.

## Les sanctions prévues et leur application
La désertion est sanctionnée différemment suivant les États, celle en présence de l’ennemi étant généralement punissable de mort.
En France, le soldat qui n’a pas rejoint son corps d’incorporation plus de deux jours après la date fixée ou plus de cinq jours après la fin de la permission est passible d’une peine de deux à cinq ans de travaux forcés et la désertion en présence de l’ennemi est punie de mort.
En Allemagne, l’intentionnalité est prise en considération et non la simple constatation de l’absence.
En Russie, l’absence de plus de 3 jours, de 7 jours, s’il a servi moins de 6 mois, ou la fuite du soldat de son lieu de service est punie de bataillon disciplinaire, de vingt ans de travaux forcés en cas de récidive et de mort à la troisième tentative à partir d’une loi du 16 octobre 1914. En fait, les cours martiales furent inefficaces et les désertions et autres infractions (refus d’attaquer ou retraite spontanée) furent souvent punies de châtiments corporels (de 5 à 50 coups de verges) sans jugement par les officiers. Après la Révolution de février 1917, la peine de mort fut abolie le 12 mars 1917 par le Gouvernement provisoire et rétablie le 12 juillet 1917 pour rétablir la discipline. Cette peine semble avoir été appliquée dans la brève période de fin juillet avant la débandade finale de septembre-octobre,.
266 soldats britanniques ont été fusillés pour désertion , 
4 l'ont été pour ce motif sur les 600 fusillés français.
750 déserteurs italiens ont été exécutés  à la suite d’un procès régulier, probablement au moins 300 autres sur décision d’un seul officier.
Sur 48 soldats allemands fusillés au cours de la guerre, 28 l’ont été pour ce motif.
5 soldats néo-zélandais et 23 canadiens ont été fusillés ,.
Le nombre d’exécutions ne reflète pas l’importance du phénomène.
Tout d’abord parce que les déserteurs, dans leur grande majorité, échappaient aux poursuites, d’autant plus quand le phénomène devint massif à la fin de la guerre, en Allemagne, en Russie ou en Autriche-Hongrie. Il était alors évidemment inconcevable de sanctionner des centaines de milliers de déserteurs. Les 35 000 déserteurs qui auraient été arrêtés en 1918 en Autriche-Hongrie ne représentaient qu’une faible proportion des soldats qui fuyaient une armée en désagrégation .
Parmi les fusillés certains ont été accusés à tort, ainsi les fusillés pour l’exemple ou les martyrs de Vingré.
De plus, la définition de la désertion différait suivant les règlements de chaque État. En France, le soldat absent était considéré comme déserteur mais en Allemagne, la Cour martiale devait prouver l’intentionnalité. Enfin, s’agissant des retards ou des absences après permission, la priorité était de renvoyer le déserteur au front plus que de le sanctionner.

## L’importance de la désertion
Le nombre de déserteurs  ne peut être évalué avec précision mais les évolutions générales sont connues.

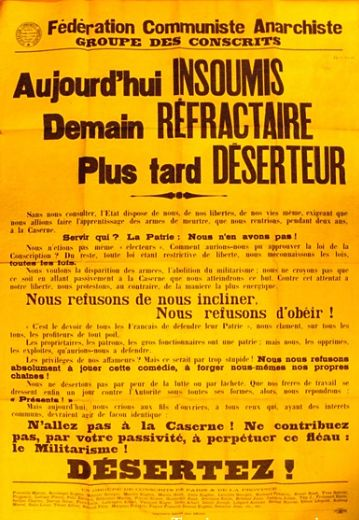
L'affiche du Groupe des conscrits de la Fédération communiste anarchiste, octobre 1912.

### À la mobilisation
L’activité des mouvements pacifistes et le refus de la guerre de la plupart des socialistes avant le déclenchement du conflit avait fait craindre aux autorités militaires une importante insoumission à la mobilisation.
Or celle-ci se déroula dans un climat d’enthousiasme patriotique, ou au moins d’acceptation, Union sacrée en France, Burgfrieden en Allemagne, atmosphère de liesse à Vienne, et le nombre  d’insoumis fut partout inférieur aux prévisions, de 1,5  % contre 10  %  prévus en France, même en Autriche-Hongrie, État multi-ethnique dont on pouvait craindre la fragilité, l’empereur François-Joseph est populaire et les défaillances sont rares.
En Russie, la mobilisation suscite l’enthousiasme dans les grandes villes mais se déroule dans les campagnes dans un climat de violences qui sont la conséquence de la consommation d’alcool pour célébrer le départ et de révoltes en raison de l’absence de paiement immédiat des réquisitions, non un refus massif de rejoindre l’armée. La proportion de conscrits qui ne se présentent pas à leur lieu de rassemblement, s'élevant à  6 %, fut cependant sensiblement plus importante que celles des autres états belligérants,.
La Grande-Bretagne qui était, en août 1914, le seul État belligérant à n’avoir pas institué la conscription, a une armée de métier peu concernée par la désertion.

### Au cours de la guerre

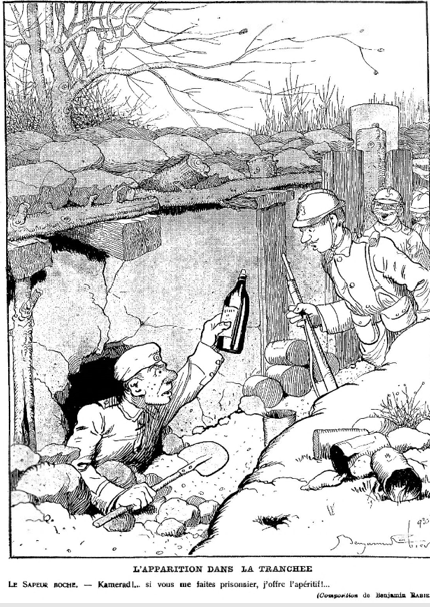
Le Pêle Mêle du 13 février 1916 : Boche se faisant prisonnier.

Dans les armées françaises et allemandes, les désertions sont un peu plus importantes par la suite mais dans l’ensemble les soldats « ont tenu ».
Dans l’armée allemande, le nombre de déserteurs aurait été d’environ 100 000 hommes, essentiellement en 1917 et 1918, ce qui est peu sur un effectif de 13 200 000.
Les redditions de soldats se constituant prisonniers furent exploitées par la propagande française pour faire croire à la faiblesse de l’armée allemande.
Le nombre de déserteurs français est mal connu mais il semble un phénomène relativement marginal, qui aurait décliné au cours des derniers mois de 1918 (moins d’absences en retour de permissions), le moral des combattants s’étant amélioré à l’approche de la victoire.
En Russie, avant le retour dans les campagnes de déserteurs lors des révoltes agraires de 1917, la désertion ne toucha que de 100 000 à 150 000 hommes sur 7 500 000 mobilisés.
Au Royaume-Uni, le service obligatoire est adopté au premier semestre 1916 mais les cas d’exemptions étant nombreux, la désertion n’est pas un phénomène massif. Au Canada, le refus de la conscription de nombreux francophones en 1917 amène à 61 condamnations pour désertion au Québec malgré une politique d’exemptions très libérale. 7 québécois sont fusillés.
L’Autriche-Hongrie connait des désertions massives dès l’offensive des forces russes en juin 1916. Sur les 380 000 soldats faits prisonniers lors de ces combats, beaucoup avaient  déserté ou renoncé au combat avant d'être capturés par l'ennemi.
En juin 1917, des régiments tchèques de l’armée autrichienne ont refusé de combattre contre une unité tchécoslovaque de l’armée russe constituée sur la base du volontariat parmi les prisonniers déserteurs de juin 1916.
Au printemps 1918, après la signature des traités de paix de Bucarest du 9 février 1918 avec la Roumanie et de Brest-Litovsk du 3 mars 1918 avec la Russie, le mouvement de désertion s’amplifie dans l’armée austro-hongroise, atteignant 250 000 hommes.
Lors de la bataille de Caporetto du 24 octobre au 9 novembre 1917, 400 000 soldats italiens auraient déserté.

### À la fin de la guerre
Malgré des phénomènes de désertion les armées ont tenu jusqu’au début de 1917 en Russie, jusqu’au printemps 1918 en Autriche-Hongrie et jusqu’à l’été 1918 dans l’armée allemande.
D’après les chiffres de l’état-major russe, 84 806 soldats auraient déserté en mai 1917 dont 11 466 à partir du front mais les désertions dans les armées de réserve sont massives et en septembre 1917 peu de soldats sont prêts à se battre.
À partir de d’août-septembre 1918, environ un million de soldats allemands ne rejoignent plus leur unité.
En Autriche-Hongrie, jusqu’en mai 1918, les désertions, certes importantes, n’auraient cependant pas affecté les capacités combattantes de l’armée.
Le phénomène prend ensuite de l’ampleur mais c’est surtout le dénuement, la famine et la maladie qui réduisent l’armée autrichienne qui tient le front italien avec 400 000 hommes contre des effectifs trois fois supérieurs jusqu’à l’armistice du 3 novembre 1918.
La désertion dans les armées françaises, britanniques et américaines fut d’autant plus limitée au cours de l’été et de l’automne 1918 que le moral des combattants s’était amélioré à l’approche d’une victoire apparaissant probable.
L'armée belge connaît un pic de désertions en décembre 1917 et celui des désertions avec passage à l'ennemi, presque toujours en petits groupes, en juin 1918. 90% des déserteurs sont nés et / ou vivent en Flandre. Bruno Benvindo explique cette importante proportion : Les locuteurs unilingues du flamand sont « une majorité discriminée, traitée comme une minorité par le groupe dominant socialement, culturellement, économiquement », c'est-à-dire les francophones qui sont aux postes de commandement militaires. L'Allemagne, jouant des tensions linguistiques, adresse sa propagande défaitiste aux seuls Flamands auxquels elle promet une situation privilégiée après la victoire allemande et, en attendant, la possibilité pour les transfuges de rendre une visite à leurs familles, impossible pour les soldats depuis l'occupation de la Belgique.

## Déserteurs étrangers en Suisse
Entre 1914 et 1918, le Conseil fédéral suisse autorise les déserteurs et les réfractaires à séjourner en Suisse. Leur nombre s'élève à 701 en avril 1916, à 15 278 à fin septembre 1917, à 25 894 en mai 1919 (dont 11 818 Italiens, 7 203 Allemands, 2 463 Austro-Hongrois, 2 451 Français, 1 129 Russes).